# Лихтенстейни
Ли́хтенстейни (эст. Lihtensteini) — деревня в волости Ряпина уезда Пылвамаа, Эстония.
До административной реформы местных самоуправлений Эстонии 2017 года входила в состав волости Вериора (упразднена).

## География и описание

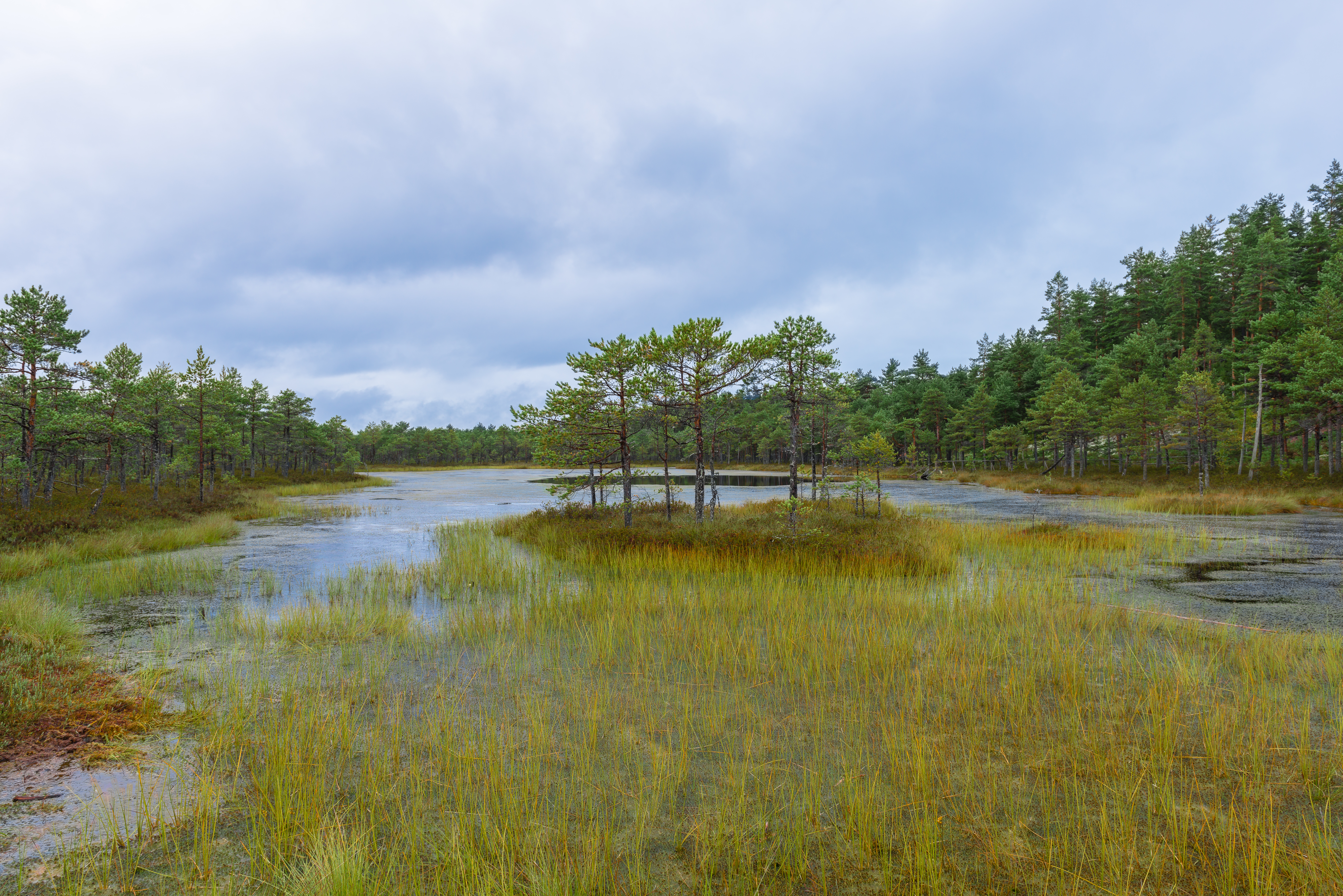
Болото в заповеднике Меэникунно

Расположена на юго-востоке Эстонии, в южной части волости Ряпина. Расстояние до города Ряпина — 23 километра, до уездного центра — города Пылва —  17 километров. Высота над уровнем моря — 78 метра.
На территории Лихтенстейни находится часть заповедника Меэникунно.
Климат умеренный. Официальный язык — эстонский. Почтовый индекс — 64213.

## Население
По данным переписи населения 2021 года, в Лихтенстейни проживали 10 человек, все — эстонцы.
По состоянию на 1 января 2020 года в деревне насчитывалось 12 жителей, из них 7 мужчин и 5 женщин.
По данным переписи населения 2011 года, в деревне проживали 12 человек, все — эстонцы.
Численность населения деревни Лихтенстейни по данным переписей населения СССР и Департамента статистики Эстонии:
| Год  | 1959 | 1970 | 1979 | 1989 | 2000 | 2011 | 2017 | 2018 | 2019 | 2020 | 2021 |
| ---- | ---- | ---- | ---- | ---- | ---- | ---- | ---- | ---- | ---- | ---- | ---- |
| Чел. | 78   | ↘ 59 | ↘ 33 | ↘ 26 | ↘ 20 | ↘ 12 | ↗ 14 | ↘ 12 | ↗ 13 | ↘ 12 | ↘ 10 |

## История
В письменных источниках 1866 года упоминается Hofl. Lichtenstein (нем. Hoflage — скотоводческая мыза). Она принадлежала рыцарской мызе Палламойз (нем. Pallamois, Пало, эст. Palo mõis).
Старинные хутора Сави (Savi), Савинурмы (Savinurmõ), Лааны (Laanõ), Туудипало (Tuudipalo) и другие в 1871 году были объединены под названием деревня Сависаар (Sawwisaar). Считается, что в списках деревень, составленных не позднее 1945 года, название Лихтенштейни дали этой деревне собственники скотоводческой мызы, немцы по происхождению, по аналогии с княжеством Лихтенштейн. В тех же краях, например, расположенный между деревней Винсо и мызой Палламойз холмистый сосновый лес в начале XX века называли Вериораской Швейцарией (Veriora Šveits).
Однако, согласно преданиям местных жителей, из-за того, что деревню и её окрестности каждый год поражает засуха, поначалу эту местность называли Tulekivi (с эстонского tuli ~ tule — «огонь», kivi — камень), и лишь позже название было онемечено: Licht – «огонь», Stein – «камень».
В прессе деревню иногда шуточно называют эстонский Лихтенштейн.